# Route 66
Drumul Route 66 din SUA a fost la origine o șosea lungă de 2.451 mile (3.944 km) care lega orașul Chicago (Illinois) de orașul Santa Monica (California). Începând din 1926 a fost una dintre primele legături rutiere modernizate spre coasta de vest. A fost supranumit și Mother Road („Mama tuturor drumurilor”) sau Main Street of America („Șoseaua Principală a Americii”). În Statele Unite este obișnuit să se dea nume drumurilor rutiere, tunelurilor, podurilor după persoane renumite. Drumul 66 a fost denumit după actorul de comedie Will Rogers.
Astăzi nu au mai rămas în funcțiune decât unele porțiuni din acest drum, care nici nu se mai numește în întregime Route 66. Dar resturile păstrate constituie puncte importante de atracție turistică a unei șosele istorice.

## Galerie

Indicator de drum Route 66 în California
Panou al drumului Route 66 în Illinois

## Legături externe
- Route 66 pe Curlie
- Route 66: The Allure of the Road pe YouTube, Dan Rice, Past President, California Historic Route 66 Association
- Route 66 World by Ed Klein
- Route 66 News by Rob Warnick
- Google Map overlay of route Arhivat în 21 ianuarie 2020, la Wayback Machine. by Rick Martin
- Endpoints of U.S. Highway 66 by Dale Sanderson
- Cruising with Lincoln on 66 McLean County Museum of History